# Контактные электровозы
Шахтные (рудничные) контактные электровозы получают энергию от преобразовательной подстанции через контактную сеть с напряжением постоянного тока 250 В (но не более 500 В). 
По продолжительности работы в течение суток контактные электровозы имеют  неоспоримые преимущества перед шахтными аккумуляторными электровозами, требующими  регулярной циклической зарядки тяговых батарей в специальных гараж-зарядных, расположенных в руддворах. 
Из-за неизбежного искрения между токоприёмником и токопроводом  шахтные контактные электровозы относятся к оборудованию в рудничном нормальном исполнении РН. 
Откатка контактными электровозами разрешается в выработках шахт, не опасных по газу или пыли и на свежей струе воздуха в выработках шахт I и II категорий по газу, не опасных по пыли.
Наибольшее распространение контактные электровозы получили на рудниках чёрной и цветной металлургии.

## Схема питания шахтных контактных электровозов
Контактная сеть состоит из питающего кабеля 1, контактного провода 2, рельсового пути 3 и отсасывающего кабеля 4.

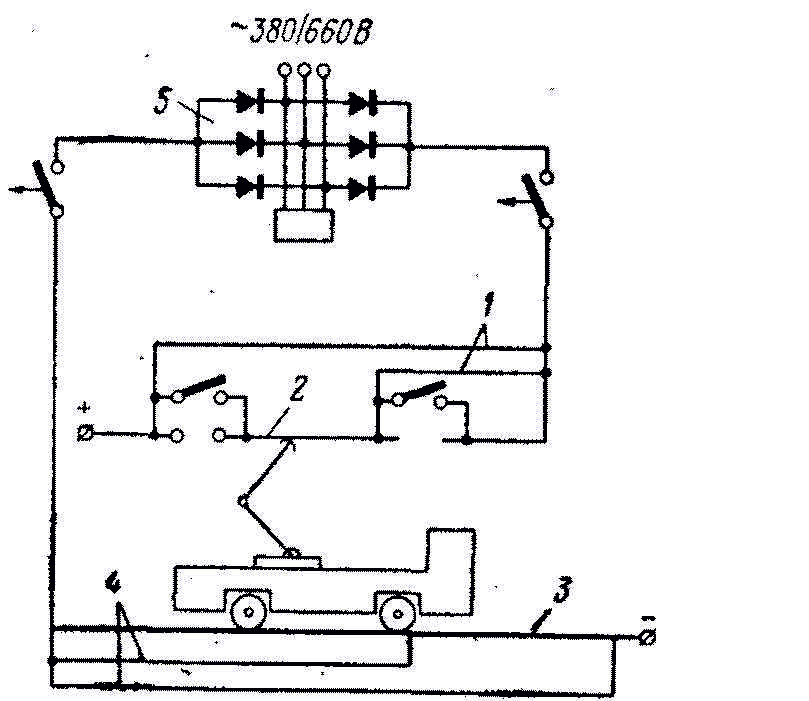
Рисунок 1

Ток от выпрямителя 5 подводится к контактному проводу 2 питающими кабелями 1.

Отрицательная шина выпрямительной подстанции соединяется отсасывающим кабелем 4 с рельсами 3, являющимися обратным проводом.

Для уменьшения электрического сопротивления обратного провода устанавливаются электрические соединители:

- стыковые - на каждом стыке рельс;

- обходные - на стрелочных переводах, крестовинах и т.п.;

- междурельсовые - между рельсами одного пути;

- междупутные - между рельсами расположенных рядом путей через каждые 100 м, а также в конце и начале рельсового пути.

Электрическое сопротивление соединителей должно быть эквивалентно сопротивлению медного провода сечением не менее 50 мм2.

Сопротивление электрического соединения каждого стыка не должно превышать сопротивление стального рельса длиной З м.

Контактный провод имеет фасонную форму сечением 65, 85 и 100 мм2  и выполняется из меди. Для подвески провода применяют раз¬личные зажимы, соответственно форме сечения провода.

Высота подвески контактного провода в подземной выработке должна быть не менее 1,8 м от го¬ловки рельса. На посадочных и погрузочно-разгрузочных площадках, а также в местах пересечения выработок, по которым передвигаются люди не менее 2 м. В околоствольном дворе на участке передвижения людей контактный провод подвешивается на высоте 2,2 м.

Контактную сеть секционируют выключателями, расстояние между которыми не должно превышать 500 м.

Подвеска контактного провода в подземных выработках вы¬полняется эластичной на оттяжках (рис. 2) или жёсткой. В местах, где требуется фиксация высоты подвески (пересечение выработок), контактный провод подвешивается жёстко. Оттяжки с обеих сторон должны быть изолированы, расстояние от держателя до каждого из изоляторов должно быть не более 0,3 м.

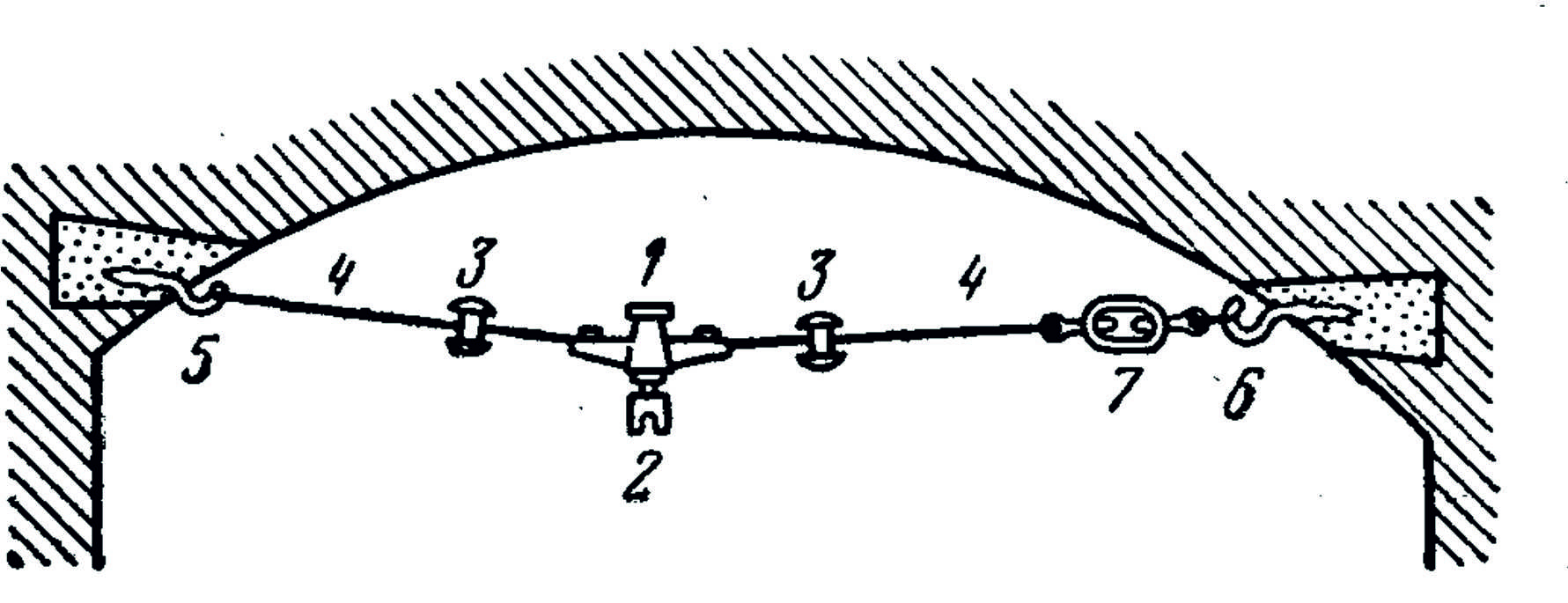
Рисунок 2

Контактный провод и схема его подвески:

1 — подвес;

2 — зажим;

3 — изолятор;

4 — оттяжка;

5—6 — крюки;

7 — натяжная муфта

В качестве преобразователей переменного тока в постоянный используют систему двигатель — генератор и различные типы выпрямителей. Основным типом тяговой подстанции, изготавливаемой серийно, является автоматическая тяговая подстанция (типа АТП), выполненная на кремниевых полупроводниковых выпрямителях.

## Особенности шахтных контактных электровозов нового поколения
В своё время был разработан типажный ряд контактных электровозов, предусматривающий пять весовых категорий 7, 10, 14, 28, 50 т. На базе типажного ряда были созданы контактные рудничные электровозы типа К7, К10, К14, КР28. 

В настоящее время выпускается новое поколение контактных электровозов типа 4КА, 7КА, 10КА и 14КА, имеющих целый ряд существенных улучшений по сравнению с ранее выпускаемыми машинами тех же сцепных весов/
В электровозах этих типов используются новые тяговые электродвигатели мощностью 33 и 46 кВт  с повышенным классом изоляции и улучшенной эксплуатационной характеристикой. Улучшена подвеска электродвигателей.

Рамы электровозов приспособлены для монтажа буферов. В гнёздах рам установлены резиновые амортизаторы, а также металлические регулирующие прокладки, позволяющие регулировать ось автосцепки по высоте. Для дистанционного расцепления автосцепки на ней смонтирован пневмоцилиндр. Конструкция прицепного устройства позволяет разворачивать головку автосцепки как в горизонтальной, так и в вертикальной плоскости. Вместо автосцепки может быть установлена и обычная штыревая сцепка.

Усиленная тормозная система электровозов состоит из механического четырехколодочного тормоза с пневматическим и ручным приводами на обе колёсные пары и электрического тормоза.

Кабины электровозов имеют двухсторонний выход, а силовая и пневматическая цепи сблокированы с дверями кабины. Двери кабины застеклены. Электровоз 14КА (рис 3) имеет центральное расположение кабины, в которой установлено дополнительное сиденье для сопровождающего лица или стажёра.

На электровозах установлены: двухдужный токоприёмник, уменьшающий искрообразование и износ контактного провода, скоростемер СР, контроллер КС-304 (305), обеспечивающий включение реостатного тормоза непосредственно рукояткой; стабилизатор напряжения ИП5, обеспечивающий  стабильное напряжение в бортовой сети; светодиодные фары ФРЭ1.0А, обеспечивающие лучшую освещённость пути и изменение светового потока «ближний – дальний свет», что позволяет ликвидировать ослепляющее действие фар на машинистов встречного транспорта.

Электровозы оснащены средствами защиты, не допускающими их пуск и движение в отсутствие  в кабине машиниста, при открытой хотя бы одной из дверей кабины или исчезновении напряжения в контактном проводе. В момент срабатывания средств защиты включается пневматический привод тормозной системы электровоза. Выдержка времени на срабатывание средств защиты обеспечивает нормальную работу электровоза при кратковременном отрыве дуг токоприёмника от контактного провода. После срабатывания защиты управление электровозом возможно только с нулевой позиции главной рукоятки контроллера. 

Электровозы могут быть оборудованы высокочастотной громкоговорящей связью ВГСЧ-2, аппаратурой дистанционного управления стрелочными переводами ЧУС-3, а также защитой от поражения электрическим током РУКС-4.

Для оперативной диагностики состояния основных узлов электровоз 14КА оборудован блоком индикации параметров: величины напряжения контактной сети; текущей скорости электровоза и пройденного пути; температуры и тока двигателей электровоза; давления в пневмосистеме; количества отработанных моточасов.

Электровоз 28КА выпускается как спаренная машина из двух электровозов 14КА.

## Технические характеристики шахтных контактных электровозов
| Наименование основных параметров | Ед. изм. | 4КА        | 4КР        | 7КА         | 10КА        | 14КА       |
| -------------------------------- | -------- | ---------- | ---------- | ----------- | ----------- | ---------- |
| Сцепная масса                    | кг       | 4000       | 4000       | 7900        | 10000       | 14000      |
| Номинальное напряжение в сети    | В        | 250+75/-50 | 250+75/-50 | 250+75/-50  | 250+75/-50  | 250+75/-50 |
| Параметры часового режима:       |          |            |            |             |             |            |
| Скорость                         | км/час   | 5,5        | 5,0        | 12,2        | 11,7        | 12,6       |
| Мощность электродвигателей       | кВт      | 24         | 2х10,2     | 2х33        | 2х33/2х45   | 2х45       |
| Тяговое усилие                   | кН       | 13         | 9          | 18          | 18/22       | 25         |
| Конструктивные параметры:        |          |            |            |             |             |            |
| Ширина колеи                     | мм       | 600,750    | 600, 900   | 600,750,900 | 600,750,900 | 750,900    |
| Длина по буферам                 | мм       | 3300       | 1300       | 4600        | 4900        | 5100       |
| Жесткая база                     | мм       | 900        | 900        | 1200        | 1200        | 1700       |
| Клиренс (дорожный просвет)       | мм       | 100        | 100        | 115         | 115         | 115        |
| Наружный диаметр бандажа         | мм       | 540        | 540        | 680         | 680         | 680        |

## Производители шахтных контактных электровозов
В настоящее время машиностроительными заводами Украины,России и Казахстана разрабатываются и выпускаются контактные электровозы следующих типов:
- ОАО «Александровский машиностроительный завод» (Россия) — К4, 7КРМ1; К10; К14М;
- ЧАО ПКФ «Амплитуда» (Украина) — 4КА (аналог 4КР, К4); 7КА (аналог 7КР, 7КРМ1); 10КА (аналог К10, К10У); 14КА (аналог К14, К14У, К14М, 14КР, КТ14, К14А);
- ГП «НПК Электровозостроение» (Украина) — К14У, К10У;
- ПК «Казцинкмаш» АО «Казцинк» (г. Риддер, Казахстан) — К7, К10, К14М.